# Garaeus cruentatus
Garaeus cruentatus là một loài bướm đêm trong họ Geometridae.